# Kim Čong-hun
Kim Čong-hun (korejsky: 김정훈; hanča: 金正勳; * 1. září 1956) je bývalý severokorejský fotbalista a bývalý trenér severokorejského národního fotbalového týmu. Vedl národní tým během Mistrovství světa ve fotbale 2010.

## Život
Jako hráč strávil Kim Čong-hun svou kariéru ve sportovním klubu April 25 SC. Čtyřikrát reprezentoval Severní Koreu během kvalifikace na Mistrovství světa ve fotbale 1974 a 1986.
Po ukončení hráčské kariéry se Kim stal manažerem. Sportovní tým April 25 vedl až do roku 2007, kdy se stal manažerem severokorejského národního týmu. V roce 2009 vedl tým, který se kvalifikoval na Mistrovství světa ve fotbale 2010, první od roku 1966.
Po neuspokojivém výkonu na mistrovství světa čelil Kim po návratu do Severní Koreje tvrdé kritice. Rádio Svobodná Asie oznámilo, že byl veřejně zostuzován a souzen několik hodin před 400 lidmi, včetně severokorejského ministra sportu.
Na stejné akci bylo členům týmu přikázáno, aby individuálně kritizovali svého trenéra, který byl obviněn ze zrady generála Kim Čong-una, zjevného dědice země. Zpráva také uvádí, že byl zbaven členství v Korejské straně práce a za trest nucen tvrdě pracovat na staveništi. Není však známo, zda Kim skutečně čelil takovému trestu, pokud jde o KLDR, jejíž informace jsou většinou uzavřeny před světem.